# Рождественский, Серафим Евгеньевич
Серафим Евгеньевич Рождественский (26 ноября 1904, Тифлис — 9 апреля 1963, Москва) — советский военачальник, генерал-лейтенант (11.09.1949). Один из руководителей воздушно-десантных войск в начале холодной войны.

## Биография
Родился в 1904 году в Тифлисе. Русский.
Состоял в Красной гвардии с 1917 года. В РККА с 1920 года. Участник Гражданской войны — воевал в Закавказье с 1920 по 1921 г. Красноармеец. Член ВКП(б) с 1929 года.

## Образование
- Армавирские командные курсы (1922);
- Тифлисская командная пехотная школа (1924);
- Курсы усовершенствования командного состава (КУКС) по разведке (1930 г.);
- Военная академия им. М. В. Фрунзе (1936 г.).

## Межвоенный период
- Командир взвода,
- начальник полковой школы,
- командир роты,
- служил в штабе стрелкового полка.

С октября 1937 года уволен из армии и находился под следствием как враг народа. В апреле 1939 года, ввиду отсутствия состава преступления, реабилитирован, восстановлен в Красной армии, назначен помощником начальника штаба стрелковой дивизии.
С августа 1939 года — помощник начальника оперативного отдела штаба 8-й армии, затем — заместитель начальника оперативного отдела оперативного управления штаба Ленинградского военного округа.
С марта 1941 года — начальник штаба 40-го стрелкового корпуса Закавказского военного округа.

## Великая Отечественная война
На фронте с июля 1941 года.
Керченско-Феодосийская десантная операция
- начальник штаба 44-й армии (с июля 1941), (сформирована на базе 40 стрелкового корпуса)
- командующий 44-й армии (после ранения генерал-майора А. Н. Первушина, январь — февраль 1942 года),

Оборона Кавказа
- заместитель начальника штаба — начальник оперативного отдела Закавказского фронта (с июля 1942),
- начальник штаба Закавказского фронта (с октября 1942),
- врид начальник штаба Приморской армии (с декабря 1943),
- командир 11-го гвардейского стрелкового корпуса (с января 1944),
- начальник оперативного управления — 1-й заместитель начальника штаба Карельского фронта (с августа 1944),
- начальник штаба 9-й гвардейской армии (с января 1945).

## После войны

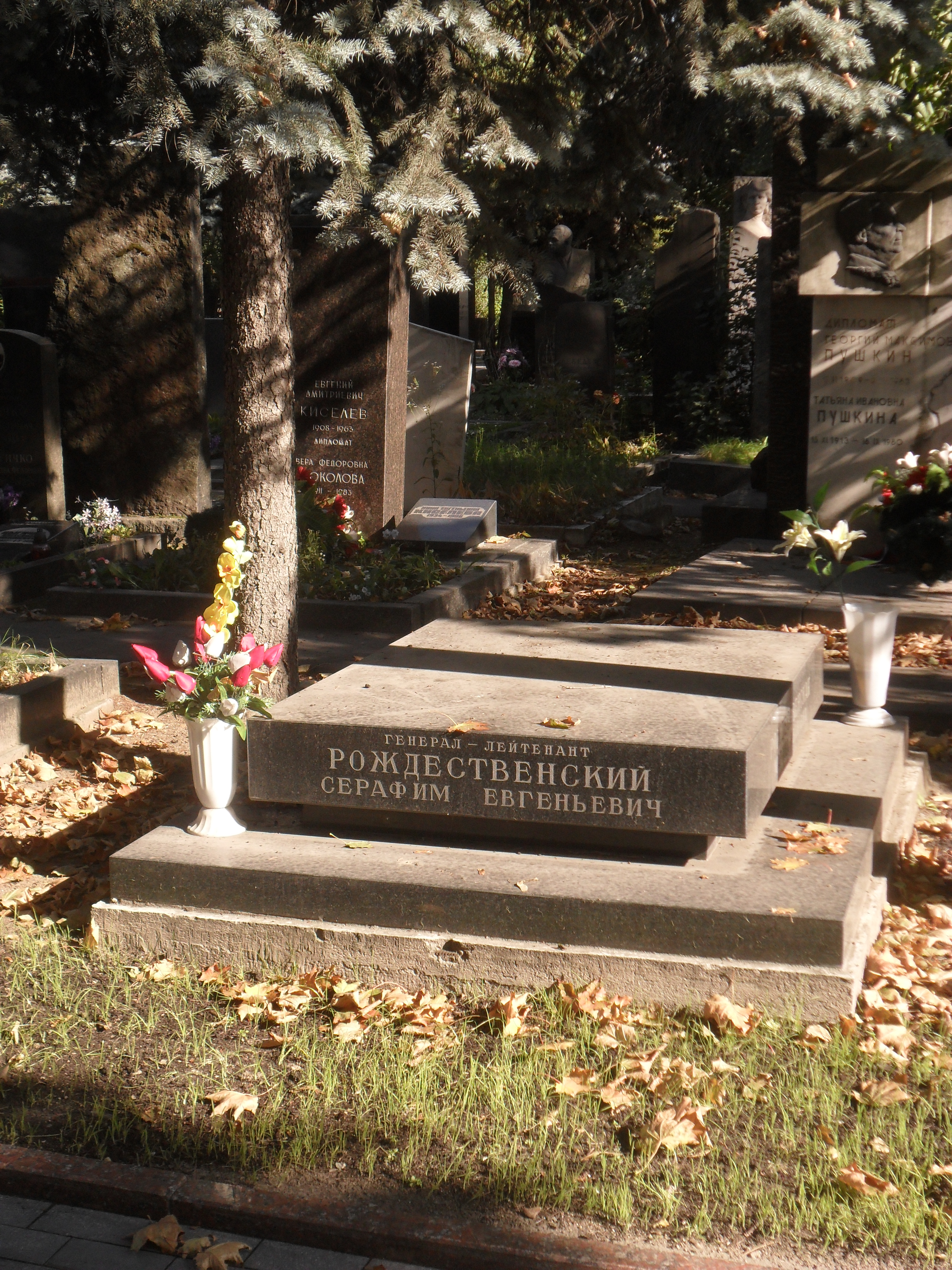
Могила Рождественского на Новодевичьем кладбище Москвы.

- С 1946 по 1949 год — начальник штаба, 1-й заместитель командующего ВДВ ВС СССР.
- С 1949 года — заместитель командующего, начальник штаба воздушно-десантной армии,
- С 1953 года — начальник штаба ВДВ,
- С 1954 года — заместитель командующего ВДВ,
- С 1959 года — в отставке.

В 1956—1963 гг. — председатель Федерации борьбы самбо СССР.

## Награды
- орден Ленина (6.11.1945)
- 3 ордена Красного Знамени (13.12.1942[2], 3.11.1944, 15.11.1950)
- 2 ордена Кутузова 1-й степени (16.05.1944, 28.04.1945[3])
- орден Красной Звезды (19.05.1940)
- Медаль «За оборону Кавказа»
- Медаль «За оборону Советского Заполярья»[4]
- Медаль «За взятие Вены»
- Медаль «За взятие Будапешта»
- медаль «За победу над Германией»[5]
- юбилейные медали